# Lane (Carolina del Sud)
Lane és una població dels Estats Units a l'estat de Carolina del Sud. Segons el cens del 2000 tenia 585 habitants.

## Demografia
Segons el cens del 2000, Lane tenia 585 habitants, 223 habitatges i 148 famílies. La densitat de població era de 56,9 habitants/km².
Dels 223 habitatges en un 30% hi vivien nens de menys de 18 anys, en un 33,6% hi vivien parelles casades, en un 28,3% dones solteres, i en un 33,6% no eren unitats familiars. En el 30,9% dels habitatges hi vivien persones soles el 13,9% de les quals corresponia a persones de 65 anys o més que vivien soles. El nombre mitjà de persones vivint en cada habitatge era de 2,62 i el nombre mitjà de persones que vivien en cada família era de 3,35.
Per edats la població es repartia de la següent manera: un 29,1% tenia menys de 18 anys, un 8,5% entre 18 i 24, un 23,8% entre 25 i 44, un 23,1% de 45 a 60 i un 15,6% 65 anys o més.
L'edat mediana era de 35 anys. Per cada 100 dones de 18 o més anys hi havia 73,6 homes.
La renda mediana per habitatge era de 19.659 $ i la renda mediana per família de 28.472 $. Els homes tenien una renda mediana de 21.635 $ mentre que les dones 15.000 $. La renda per capita de la població era de 9.963 $. Entorn del 30,9% de les famílies i el 33,2% de la població estaven per davall del llindar de pobresa.

## Poblacions més properes
El següent diagrama mostra les poblacions més properes.